# Station Murzynowo
Station Murzynowo is een spoorwegstation in de Poolse plaats Murzynowo.